# Singly
Singly ist eine französische Gemeinde mit 137 Einwohnern (Stand: 1. Januar 2022) im Département Ardennes in der Region Grand Est (vor 2016 Champagne-Ardenne). Sie gehört zum Kanton Nouvion-sur-Meuse im Arrondissement Charleville-Mézières.

## Lage
Singly liegt etwa 14 Kilometer südsüdwestlich von Charleville-Mézières. Umgeben wird Singly von den Nachbargemeinden Balaives-et-Butz im Norden und Nordosten, Élan im Nordosten, Villers-le-Tilleul im Osten und Süden, La Horgne im Südwesten, Poix-Terron im Westen sowie Villers-sur-le-Mont im Nordwesten.

## Bevölkerungsentwicklung
| Jahr                       | 1962 | 1968 | 1975 | 1982 | 1990 | 1999 | 2006 | 2019 |
| -------------------------- | ---- | ---- | ---- | ---- | ---- | ---- | ---- | ---- |
| Einwohner                  | 121  | 123  | 113  | 136  | 154  | 138  | 127  | 135  |
| Quellen: Cassini und INSEE |      |      |      |      |      |      |      |      |

## Sehenswürdigkeiten

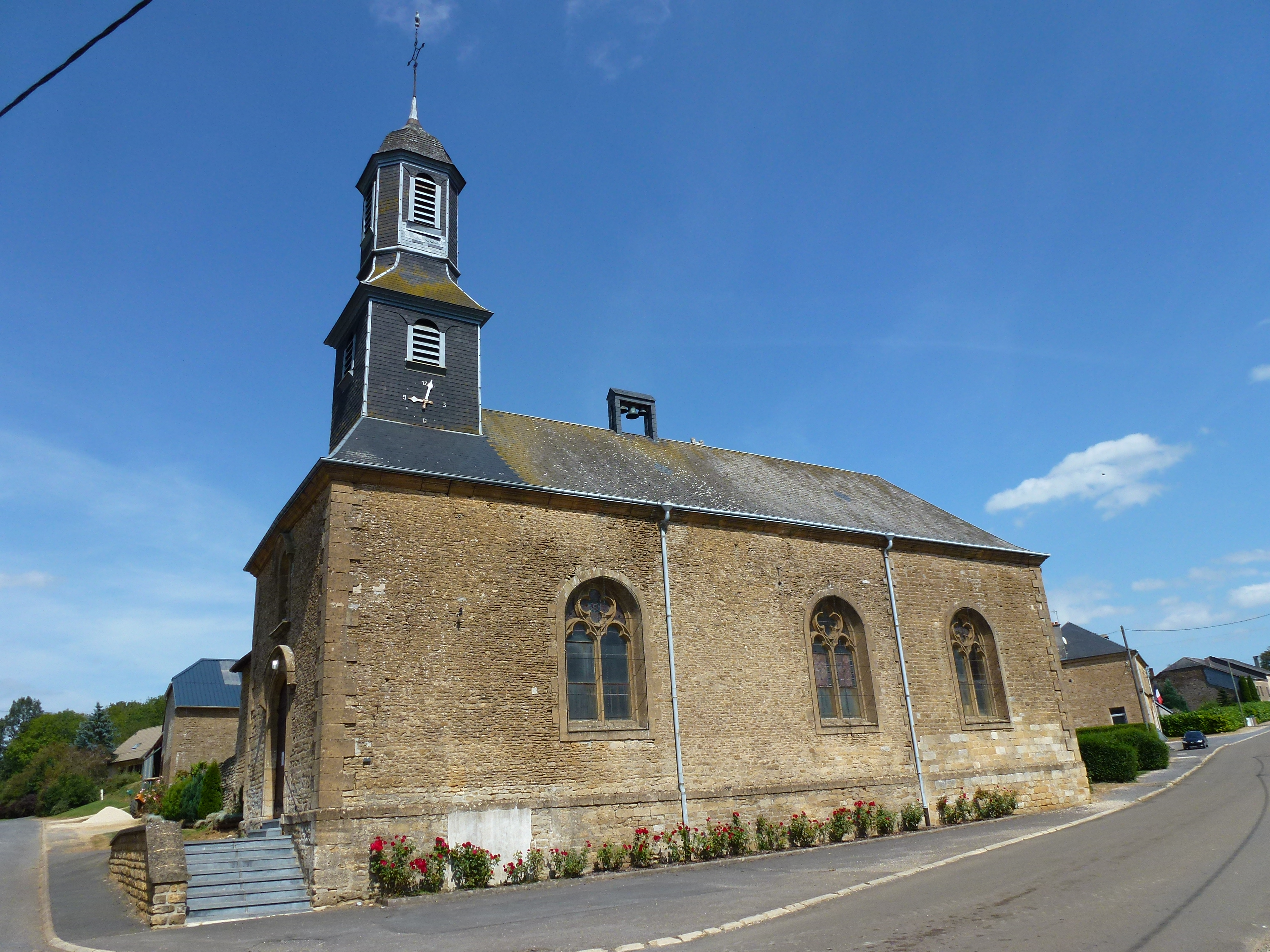
Kirche Saint-Martin

- Kirche Saint-Martin